# Edwards Point
Der Edwards Point (in Chile Punta Prat) ist eine Landspitze, die den südlichen Ausläufer von Robert Island im Archipel der Südlichen Shetlandinseln markiert.
Wissenschaftler der britischen Discovery Investigations kartierten sie im Jahr 1935. Der Name der Landspitze ist erstmals auf einer Landkarte der britischen Admiralität aus dem Jahr 1948 verzeichnet. Namensgeber ist Victor M. Edwards, Landkartenzeichner im Hydrographenamt der Admiralität. Namensgeber der chilenischen Benennung ist Fregattenkapitän Arturo Prat, der als Kommandant der Esmeralda in der Seeschlacht von Iquique am 21. Mai 1879 ums Leben kam.